# افرای تاچر
افرای تاچر (نام علمی: Acer tutcheri) نام گونه‌ای از سرده افرا است.